# Empidideicus insularis
Empidideicus insularis is een vliegensoort uit de familie van de Mythicomyiidae. De wetenschappelijke naam van de soort is voor het eerst geldig gepubliceerd in 1958 door Frey.